# Malaxis keysseri
Malaxis keysseri är en orkidéart som först beskrevs av Rudolf Mansfeld, och fick sitt nu gällande namn av Walter Kittredge. Malaxis keysseri ingår i släktet knottblomstersläktet, och familjen orkidéer. Inga underarter finns listade i Catalogue of Life.